# دوناكانيار-فاك
دوناكانيار-فاك هو نادي كرة قدم في المجر تأسس في 1899.

## وصلات خارجية
- الموقع الرسمي